# Rio Omo
O rio Omo é um importante rio do sul da Etiópia. Seu curso é inteiramente contido dentro dos limites da Etiópia, e desagua no Lago Turkana, na fronteira Etiópia-Quénia.
Este rio nasce nos planaltos do Shewa e é um rio perene. Seu curso é, em geral, ao sul, porém com uma grande curva para o oeste a cerca de 7° N 37° 30'E até cerca de 36° E quando se revela sul até 5° 30'N, quando ele faz uma grande curva em S e então retoma o seu curso meridional para o Lago Turkana. De acordo com a estatística Resumo da Etiópia para 1967/68, o rio Omo tem 760 km de comprimento.
O rio Omo formava as fronteiras do leste para os antigos reinos de Janjero e Garo. Nas margens do rio Omo arqueólogos encontraram fragmentos fósseis do Homens de Kibish e hominídeos do antigo Pleistoceno até ao Plioceno.
Encontra-se em construção uma gigantesca barragem no Omo, a barragem de Gibe III, iniciada em 2006. Muitos ecologistas opõem-se à sua construção por afectar cerca de meio milhão de pessoas.
O Vale Inferior do Omo está classificado pela UNESCO como Património da Humanidade.